# Nicole Melichar-Martinez
Nicole Melichar-Martinez (født 29. juli 1993 i Brno, Tjekkiet) er en professionel kvindelig tennisspiller fra USA.